# Breheimen
Breheimen is een gebergte in de provincie Sogn og Fjordane in Noorwegen.
Het ligt ten westen van Jotunheimen (Riksvei 55 de Sognefjellsweg is de grens), ten noorden van de Sognefjord en ten zuiden van de Nordfjord en Riksvei 15. De naam Breheimen betekent "huis van de gletsjers". Er zijn dan ook binnen het gebied diverse gletsjers inclusief Noorwegens grootste gletsjer de Jostedalsbreen.
Enkele zijarmen van de gletsjer zijn de Holåbreen, Harbardsbreen en Fortundalsbreen.
Enkele bergen in dit gebied zijn Skåla, Lodalskåpa, Høgste Breakulen, Tverrådalskyrkja, Hestbreapiggen.
Dichtbij liggen ook de twee hoogste bergen van Noorwegen de Glittertind en de Galdhøpiggen.
In Breheimen liggen diverse toeristenhutten zoals onder andere Sota Sæter en Nørdstedalseter van Den Norske Turistforening.